# Tomás de Antequera
Juan Antequera López, conocido como Tomás de Antequera (Valdepeñas, Ciudad Real, 7 de julio de 1920 - Madrid, 4 de marzo de 1993) fue un cantante de tonadilla y copla español, especialmente popular durante los años cincuenta.

## Biografía

### Inicios
Era el hijo menor de una familia gitana de 23 hermanos con una común afición al cante. Con 16 años canta en las tabernas y cines de los pueblos de La Mancha.
Al estallar la Guerra Civil, fue llamado a filas y se incorporó, al igual que otros artistas como Manolo de Huelva, al ejército republicano en el frente de Madrid. Allí organizó espectáculos para divertir a los soldados, cantando cuplé. Posteriormente formó parte de las compañías que recorrían España, quedándose definitivamente en Madrid en los años 50, formando parte de la compañía de Emilio el Moro. 

### "Doce Cascabeles" y éxito
Tras publicar un sencillo en 1948, en 1952 publicó "Doce Cascabeles", escrita por Juan Solano García, Basilio García Cabello y Ricardo Freire, que obtuvo un gran éxito y se convirtió en su canción más popular.En los años siguientes interpretó temas de tonadilla y canción aflamencada que le convirtieron en uno de los tonadilleros más conocidos de los años 50.Algunos de los más populares fueron "La Gabriela", "La Macarena", el "Romance de la reina Mercedes", "Zambra de mi soledad", "Campanero Jerezano", "Manto de Amargura" o "La Leo". También realizó giras de gran popularidad en Sudamérica.
En junio de 1951 participó en el espectáculo Constelación 1951 al Teatro La Latina junto a Emilio el Moro y Marisol Reyes, siendo presentado el mismo posteriormente en el Teatro de la Zarzuela y en el Teatro de la Comedia
Dos elementos destacados de sus actuaciones fueron el uso de crótalos, unos pequeños platillos sujetos a los dedos pulgar y corazón de ambas manos, con los cuales marcaba el ritmo en sus canciones y producía un sonido característico, y sus chaquetas, la mayoría de las cuales se encuentran en el Museo del Traje, que diseñaba y decoraba él mismo.Por ello y por su relación con la sala Molino Rojo de Madrid, en la que actuaba habitualmente, fue señalado por sectores de Falange como republicano y homosexual, como también había ocurrido con Miguel de Molina.

### Años sesenta en adelante y muerte
A partir de los años sesenta, en paralelo a una pérdida de popularidad del género, su carrera se resintió. En los años setenta se retiró de los escenarios, y en 1978 participó en el programa Cantares. En lo personal era una persona sencilla, que acudía a la Semana Santa de Valdepeñas y cantaba saetas a la Virgen de la Consolación. Entre finales de los años 80 y principios de los noventa volvió a los escenarios, actuando en varias salas de Madrid, gracias al apoyo de Paco Clavel. Murió en 1993 en Madrid en su domicilio de la calle Bretón de los Herreros n° 3, donde se instaló una placa que le recuerda. Está enterrado en Valdepeñas, donde tiene una calle dedicada y una escultura realizada por José Lillo Galiani.

## Discografía

### Álbumes de estudio
- Canta Tomás de Antequera (Acropol, 1969).
- Tomás de Antequera (Zafiro, 1970).
- Tomás de Antequera (Caudal, 1976).
- Museo de la Copla (Abanico, 1988).
- Romance de la Reina Mercedes (Perfil, 1992; Helix, 2001).

### Sencillos y EP
- La Niña De Lucena / Faraon... No Fue “Cañí” (1948).
- Doce Cascabeles (1952).
- Manto De Amargura / Vente "Pa" La Mina (1953).
- Agua En Mi Desierto / Échale Valor (1960).
- Romance De La Reina Mercedes / María Virtud (1960).
- Zambra De Mi Soledad / Fandangos (1961).
- Caballito Moro / Que La Infanta No Ha Muerto (1966).
- A La Virgen Macarena (1967).
- Campanero Jerezano (1967).
- Romance de la Reina Mercedes / Ni Alemania Ni Francia (1970).